# Råbelöv slot
Råbelöv (før 1658 dansk: Råbelev slot) er et slot nær landsbyen af samme navn i Villand herred, Skåne. Slottet ligger lidt nord for Kristianstad.
Den tidligst kendte ejer er rigsråd Claus Bille (1490-1558). Hans søn, Steen Clausen Bille, solgte i 1616 Råbelev til Christoffer Ulfeldt, som lod hovedbygningen opføre. Den sidste danske ejer var Ebbe Ulfeldt. I hans tid lod Karl XI i efteråret 1677 sine tropper opslå i vinterkvarter i det nordøstlige Skåne, og Råbelöv blev på kongens befaling stærkt befæstet.